# آن کوری (مورخ)
آن کوری (انگلیسی: Anne Curry؛ زادهٔ ۲۷ مهٔ ۱۹۵۴) پژوهشگر مطالعات قرون وسطا، مورخ، و استاد دانشگاه اهل بریتانیا است.